# Mimosybra latefasciata
Mimosybra latefasciata är en skalbaggsart som beskrevs av Stefan von Breuning 1963. Mimosybra latefasciata ingår i släktet Mimosybra och familjen långhorningar.
Artens utbredningsområde är Laos. Inga underarter finns listade i Catalogue of Life.